# Бьевр (приток Сены)
Бьевр (фр. Bièvre) — река в регионе Иль-де-Франс, приток Сены. Издревле прилегающие к реке территории были населены, на её берегах добывали известняк, а её течение использовалось для работы мельниц. Из-за соседства промышленных предприятий воды Бьевра загрязнялись всё сильнее и сильнее, несмотря на законодательные ограничения. С начала XX века на территории Парижа река протекает под землёй, однако существуют проекты по возвращению Бьевра в естественное русло.

## География
Бьевр берёт начало близ Гюйанкура (департамент Ивелин). Ранее он впадал в Сену, однако в конце XIX века его русло постепенно стали скрывать под землёй, поэтому сейчас Бьевр заканчивается в парижской канализации. Его длина — 36,4 км, из которых 20 речка протекает под открытым небом, 5 — под землёй в Париже, а 11 — по трубам за пределами Парижа. В самом Париже русло Бьевра практически не прослеживается. На всём своём протяжении Бьевр пересекает 5 департаментов (Парижский, Ивелин, Эсон, О-де-Сен и Валь-де-Марн) и 18 населённых пунктов.

## Этимология названия
Название реки возводят к латинскому слову biber  — «бобр», либо к кельтскому beber с тем же значением. Однако, насколько известно, бобры в этой речке никогда не водились. Поэтому существуют и другие гипотезы: например, то же кельтское слово beber могло обозначать коричневый цвет, то есть характеризовало Бьевр как речку мутную и грязную. По ещё одной версии, название могло быть связано с латинским глаголом bibere — «пить».

## История
В Париже русло Бьевра пролегало на территории нынешних V и XIII округов. Первые поселения близ реки возникли около III века: в то время по её правому берегу проходила дорога, ведущая на Лион.
Прибрежные территории активно осваивались человеком: так, ещё со времён античности здесь велась добыча известняка. Позднее на берегах реки появились многочисленные мельницы. Постепенно возникла целая система каналов, которые должны были подводить воду из Бьевра к мельницам и садам. Со временем речка изменила ход течения; старое русло стало называться «мёртвым Бьевром» (фр. la Bièvre morte), а новое — «живым» (фр. la Bièvre vive).
В 1336 году выходит указ, обязывающий представителей ряда профессий (мясников, дубильщиков кожи, кожевников и пр.) селиться за чертой города. Все они переселяются на берега Бьевра, на территорию нынешнего квартала Фобур-Сен-Марсель.
В 1443 году красильщик Жан Гобелен, основатель династии Гобеленов, устроил мастерскую в доме на улице Муфтар (в настоящее время этот отрезок улицы относится к авеню Гобеленов). Позднее на её основе будет создана Национальная мануфактура Гобеленов.
В 1669 году выходит королевский указ, запрещающий ремесленникам сливать в Бьевр отходы производства. С 1672 года вода из Бьевра берётся для нужд Версаля, и река начинает мелеть. В 1678 году запрещается сброс в Бьевр нечистот из отхожих мест; в 1743 создаётся специальная городская служба, которая раз в год очищает русло реки от грязи. Однако Бьевр продолжает загрязнять деятельность многочисленных мануфактурщиков и ремесленников, населяющих его берега.
В конце XVIII века антисанитария достигает таких масштабов, что высказываются первые предложения о необходимости перемещения ряда производств, создания закрытой канализационной системы и регулярной очистки реки. В 1822 году возникает идея полностью скрыть речку под землёй, пустив её течь по трубам. Помимо соображений гигиены, для этого была и иная причина: несмотря на то, что Бьевр — небольшая река, он нередко выходил из берегов и вызывал наводнения в Париже. Так, в 1526 году уровень воды в нём поднимался до второго этажа зданий, а в 1579 году в результате разлива реки было разрушено большое количество домов и мельниц, оказались затопленными несколько церквей (в том числе Сен-Медар) и погибли люди.
Однако систематические работы по скрытию русла Бьевра начинаются лишь в конце XIX века, когда возникает вначале теория миазмов, а затем микробов, и становится ясно, что загрязнённая речка может представлять опасность не только для тех, кто живёт в непосредственной близости от неё, но и для жителей благополучных кварталов. Окончательно Бьевр уходит под землю лишь в 1935 году.
Позднее примеру Парижа последовали и другие коммуны.

## Современность

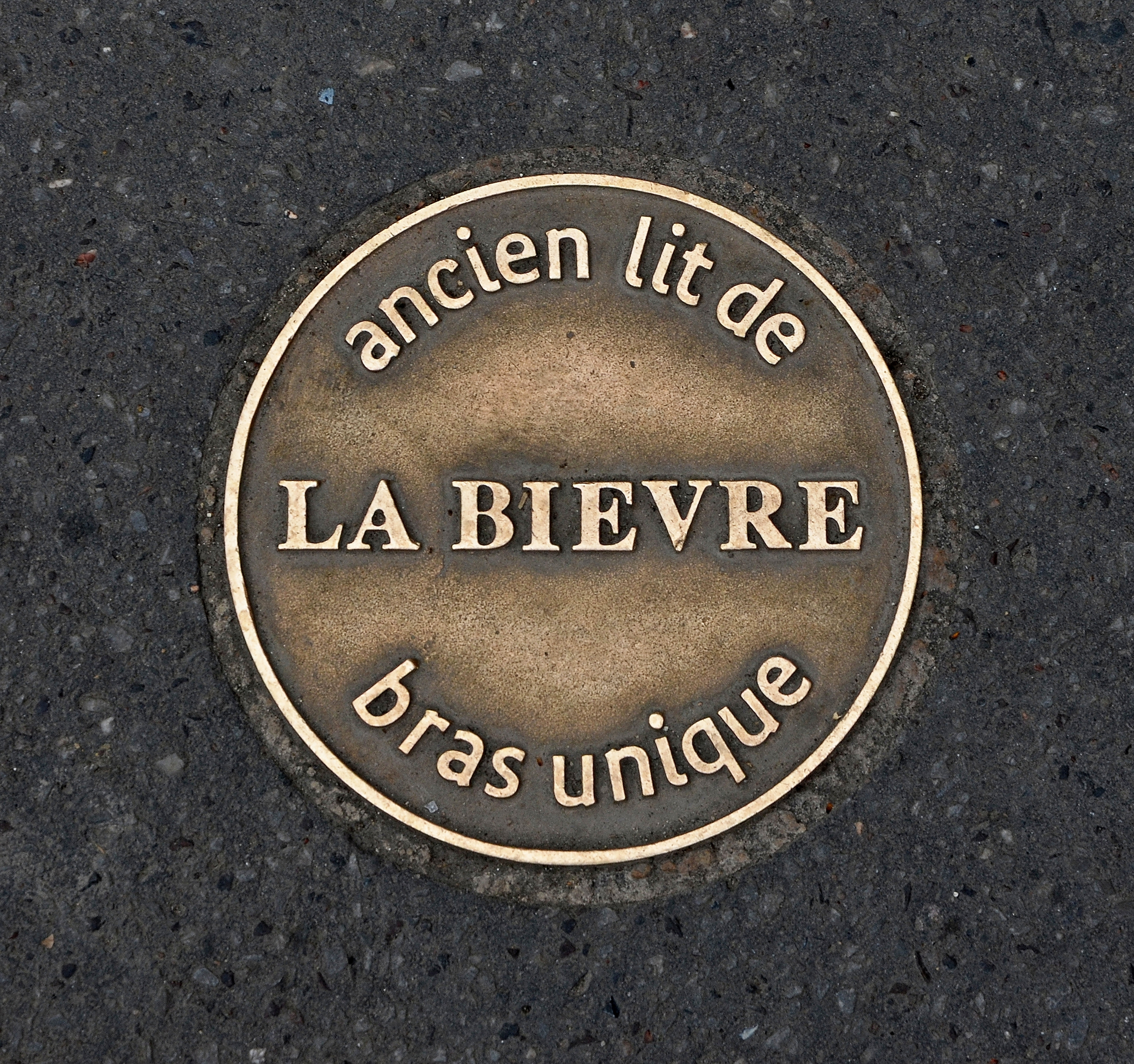
Памятный медальон в XIII округе

В настоящее время в Париже о Бьевре напоминает лишь одноимённая улица в V округе (фр. rue de Bièvre), следующая на своём протяжении бывшему руслу реки. Кроме того, в V и XIII округах можно увидеть бронзовые памятные медальоны, отмечающие направление, в котором протекал Бьевр. Единственное место, где Бьевр выходит на поверхность в виде маленького ручейка, — Сквер Рене-ле-Галь в XIII округе.
Однако с 2000 года существуют проекты возрождения Бьевра, как в Париже, так и за его пределами. За это ратует ряд общественных организаций, таких как L’association des Amis de la Vallée de la Bièvre (AVB). С 1981 года ежегодно организуется шествие вдоль бывшего русла Бьевра, которое стартует на площади перед собором Нотр-Дам в Париже и проходит, разными маршрутами, от 20 до 50 км.
Некоторые из проектов восстановления естественного русла реки уже осуществились: так, в 2003 году часть русла была открыта в Френе, в 2016 — в Л’Ай-ле-Роз; планируется возрождение Бьевра в ряде других коммун департамента Валь-де-Марн. В Париже существуют разнообразные проекты по возрождению Бьевра, которые находятся на стадии разработки.

## В искусстве

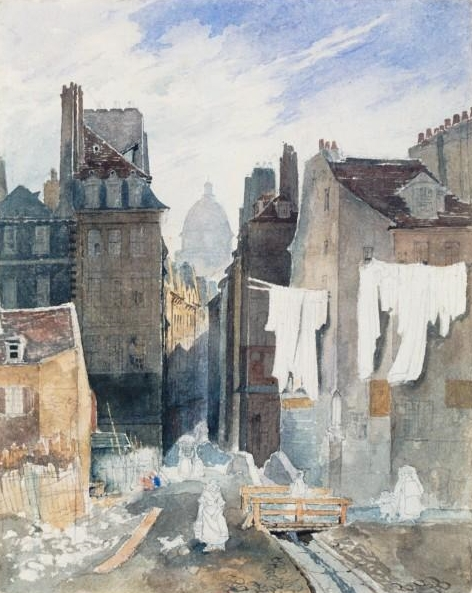
Неизвестный художник XIX века. Стирка на Бьевре

Бьевр неоднократно упоминался в произведениях французских авторов. Ему посвящали стихотворения Ронсар и поэты Плеяды. Виктор Гюго озаглавил одно из стихотворений сборника «Осенние листья» (фр. Les feuilles d'automne) «La Bièvre». Один из эпизодов знаменитого романа Рабле «Гаргантюа и Пантагрюэль» юмористически описывает причину, по которой вода в Бьевре грязная и отдаёт мочой. Жорис-Карл Гюисманс посвятил Бьевру одноимённый очерк, в котором описывал, в частности, тяжёлые условия работы парижских прачек.
Виды в окрестностях Бьевра и саму реку запечатлели на своих полотнах Тёрнер, Матисс, Марке, Утрилло. Бьевр также сохранился на снимках, сделанных такими фотографами, как Эжен Атже, Надар и Робер Дуано.
В наши дни в Париже существует ассоциация LéZarts de la Bièvre, объединяющая около 100 художников, которые создают произведения стрит-арта в окрестностях старинного русла реки. Члены ассоциации также проводят экскурсии по следам Бьевра.